# 蒙蒂尼莱谢尔略
蒙蒂尼莱谢尔略（法語：Montigny-lès-Cherlieu，法語發音：[mɔ̃tiɲi lɛ ʃɛʁljø]）是法国上索恩省的一个市镇，属于沃苏勒区。

## 地理
蒙蒂尼莱谢尔略（47°47'57"N, 5°48'41"E）面积20.98 平方千米，位于法国勃艮第-弗朗什-孔泰大區上索恩省，该省份为法国东部内陆省份，北起顺时针与孚日省、贝尔福地区省、杜省、汝拉省、科多尔省和上马恩省接壤。
与蒙蒂尼莱谢尔略接壤的市镇（或旧市镇、城区）包括：布热、绍维雷勒沙泰勒、瑞塞、普雷涅、圣马塞尔、芒斯河畔维特雷。

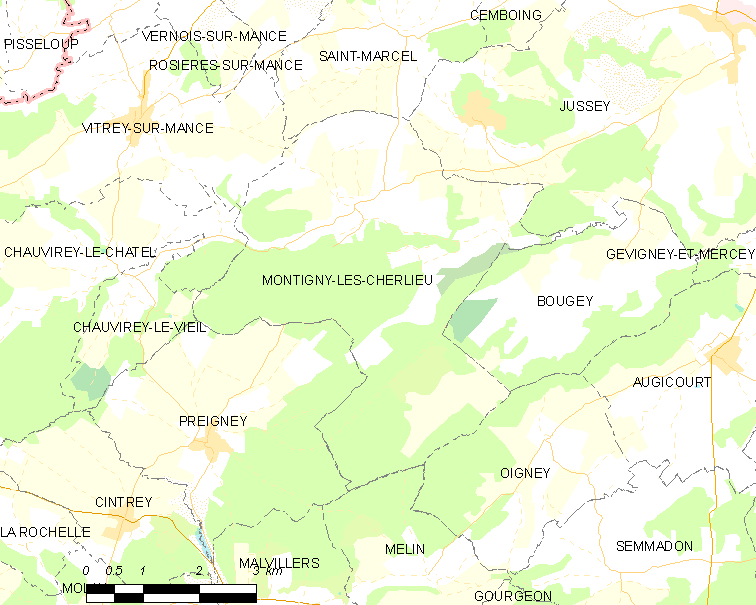
蒙蒂尼莱谢尔略的OSM定位图

蒙蒂尼莱谢尔略的时区为UTC+01:00、UTC+02:00（夏令时）。

## 行政
蒙蒂尼莱谢尔略的邮政编码为70500，INSEE市镇编码为70362。

## 政治
蒙蒂尼莱谢尔略所属的省级选区为瑞塞县。

## 人口

1962-2008年间蒙蒂尼莱谢尔略人口变化图示

蒙蒂尼莱谢尔略于2022年1月1日时的人口数量为121人。